# Sinagoghe negli Stati Uniti d'America

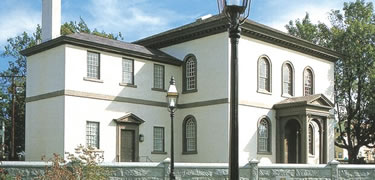
Sinagoga Touro di Newport (1763)

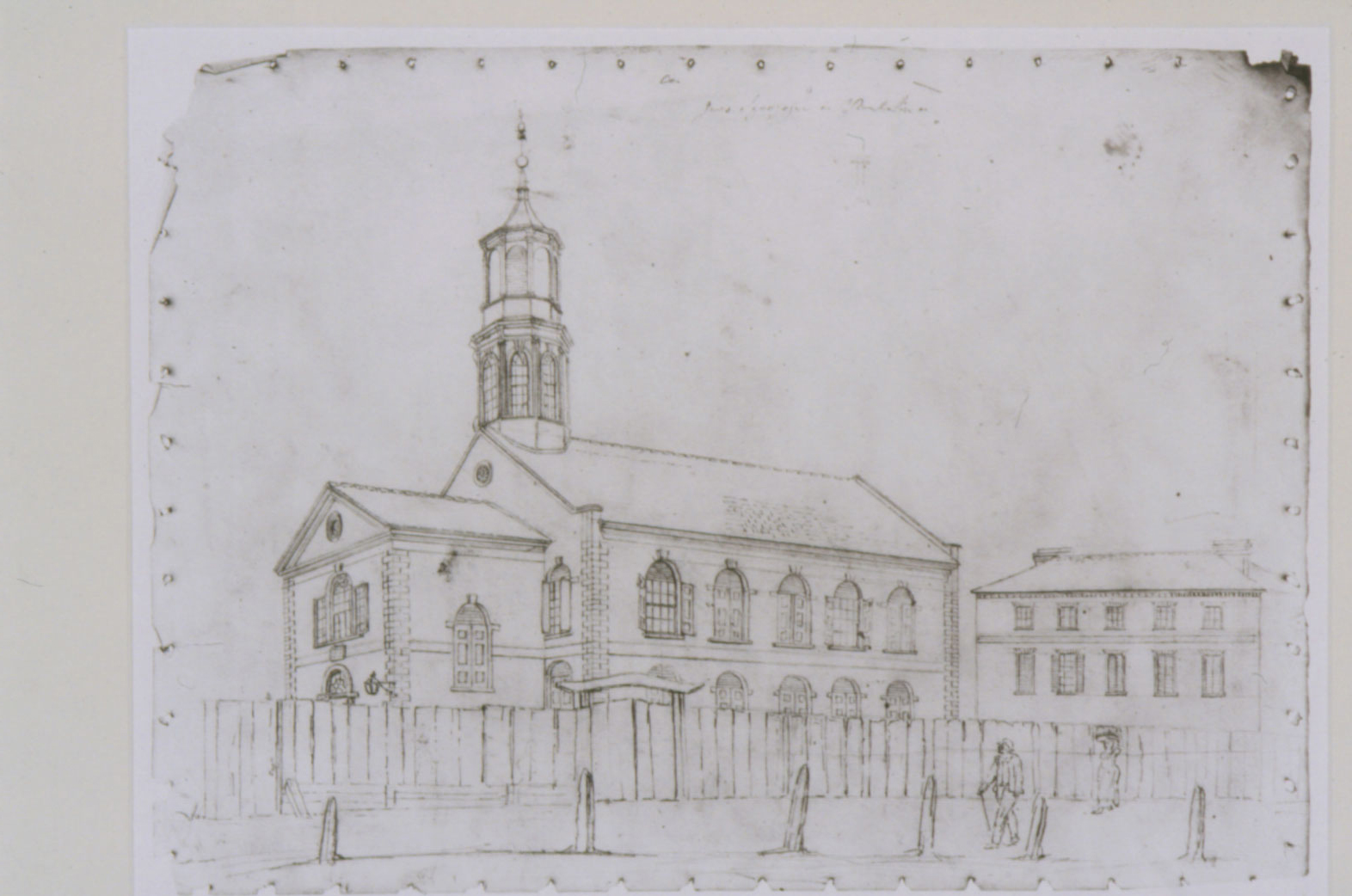
Sinagoga vecchia di Charleston (1784-1938)

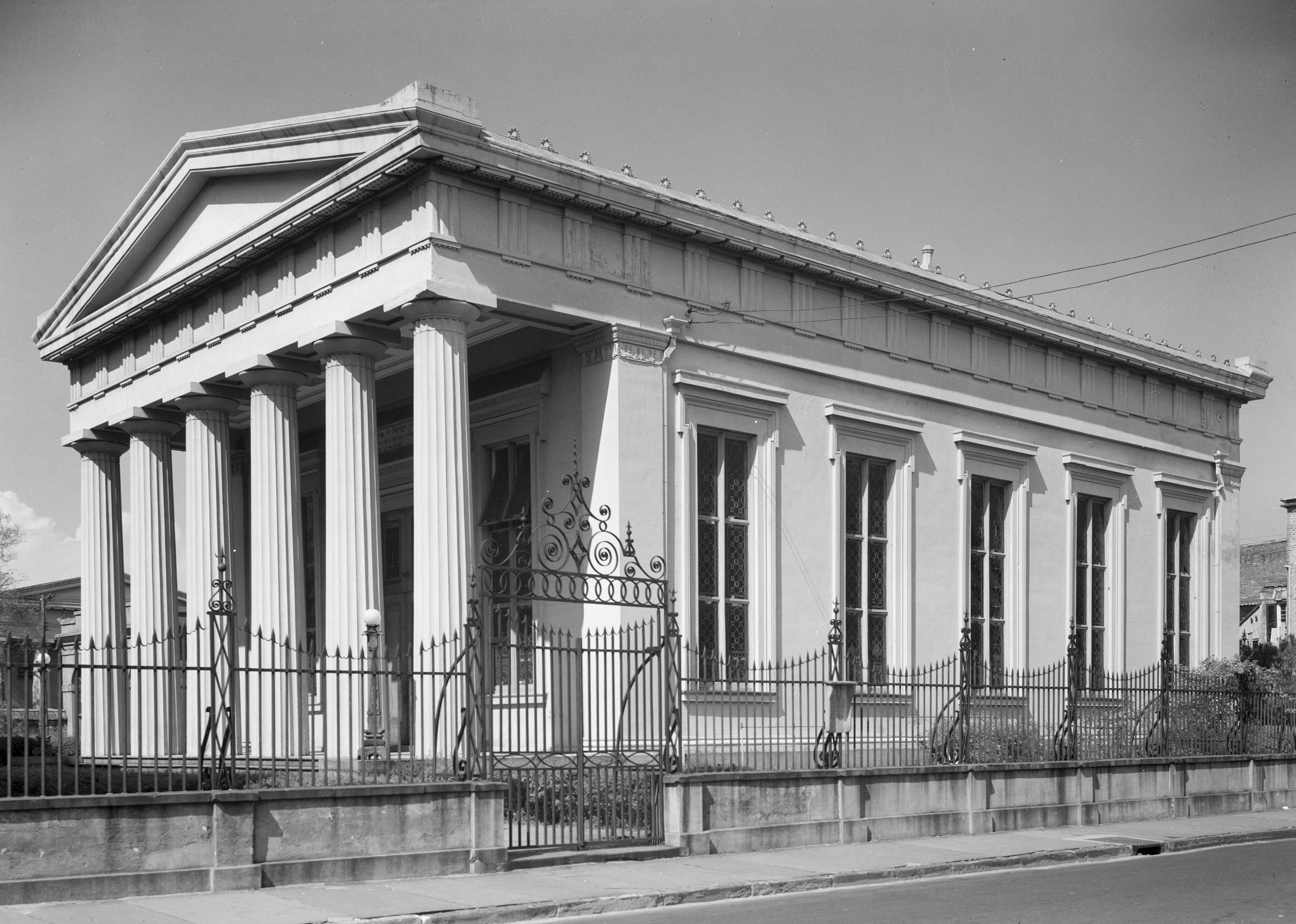
Sinagoga Kahal Kadosh Beth Elohim di Charleston (1841)

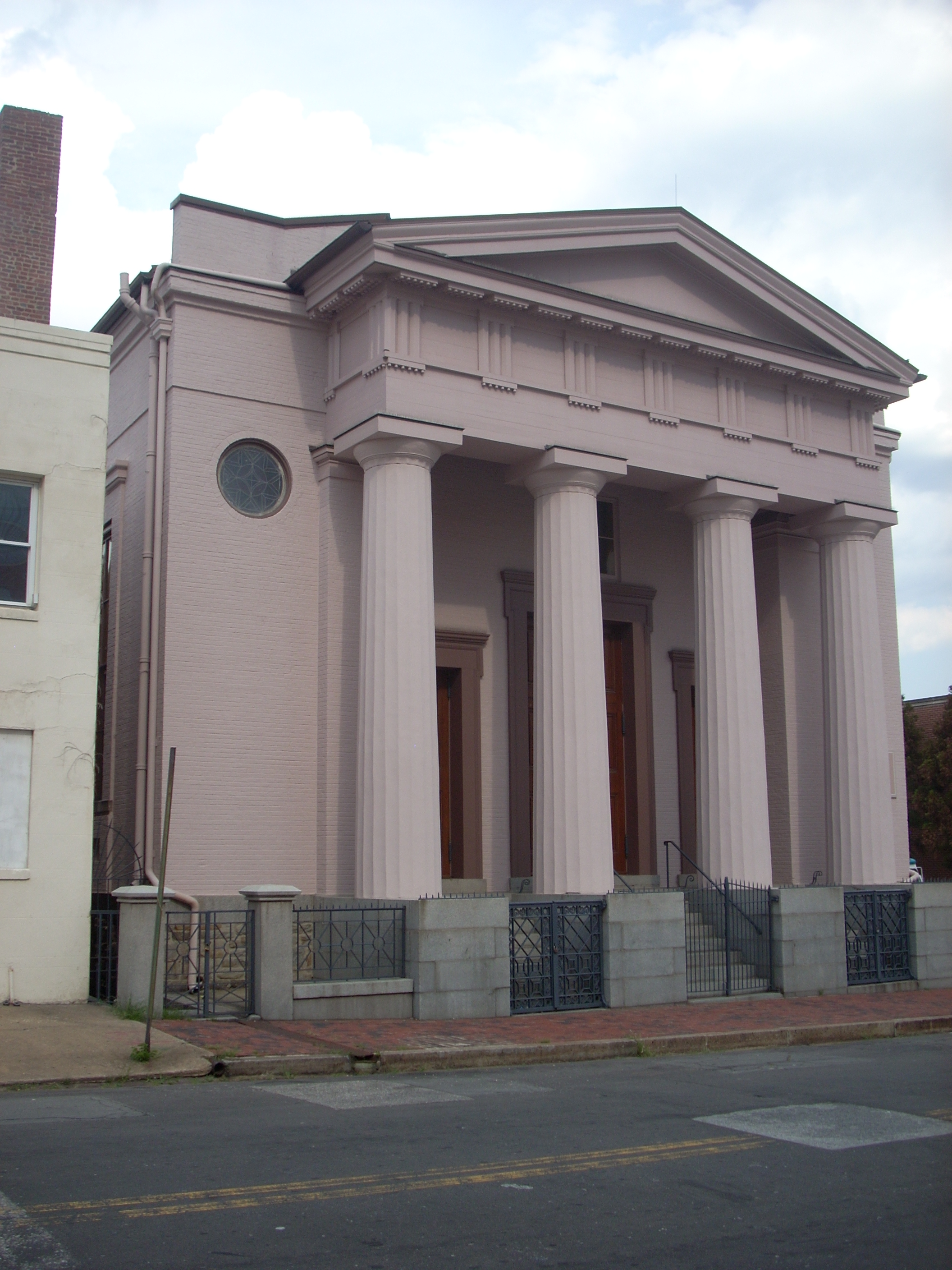
Sinagoga Lloyd Street di Baltimora (1845)

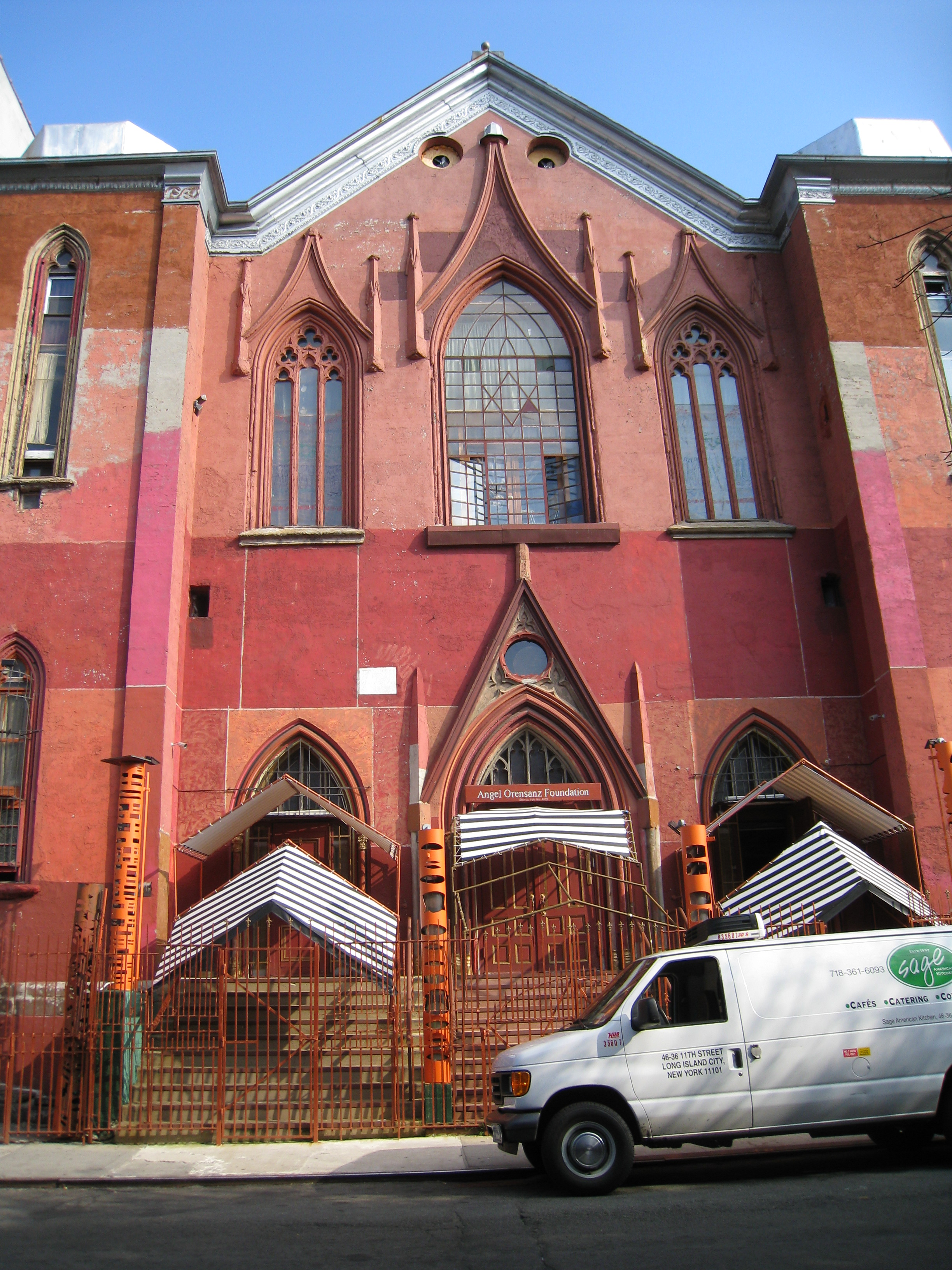
Sinagoga Ansche Chesed di New York (1849)

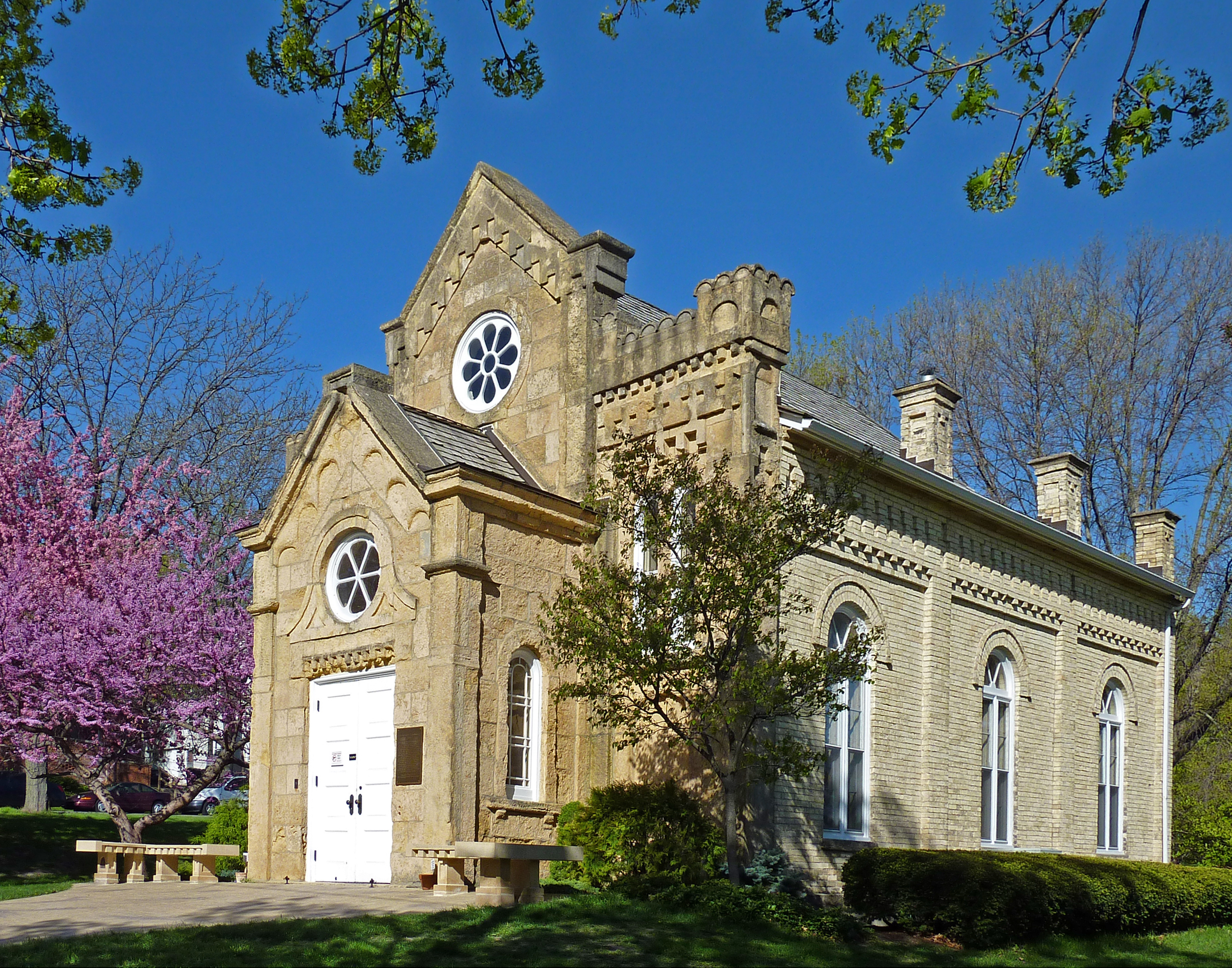
Sinagoga Gates of Heaven di Madison (1863)

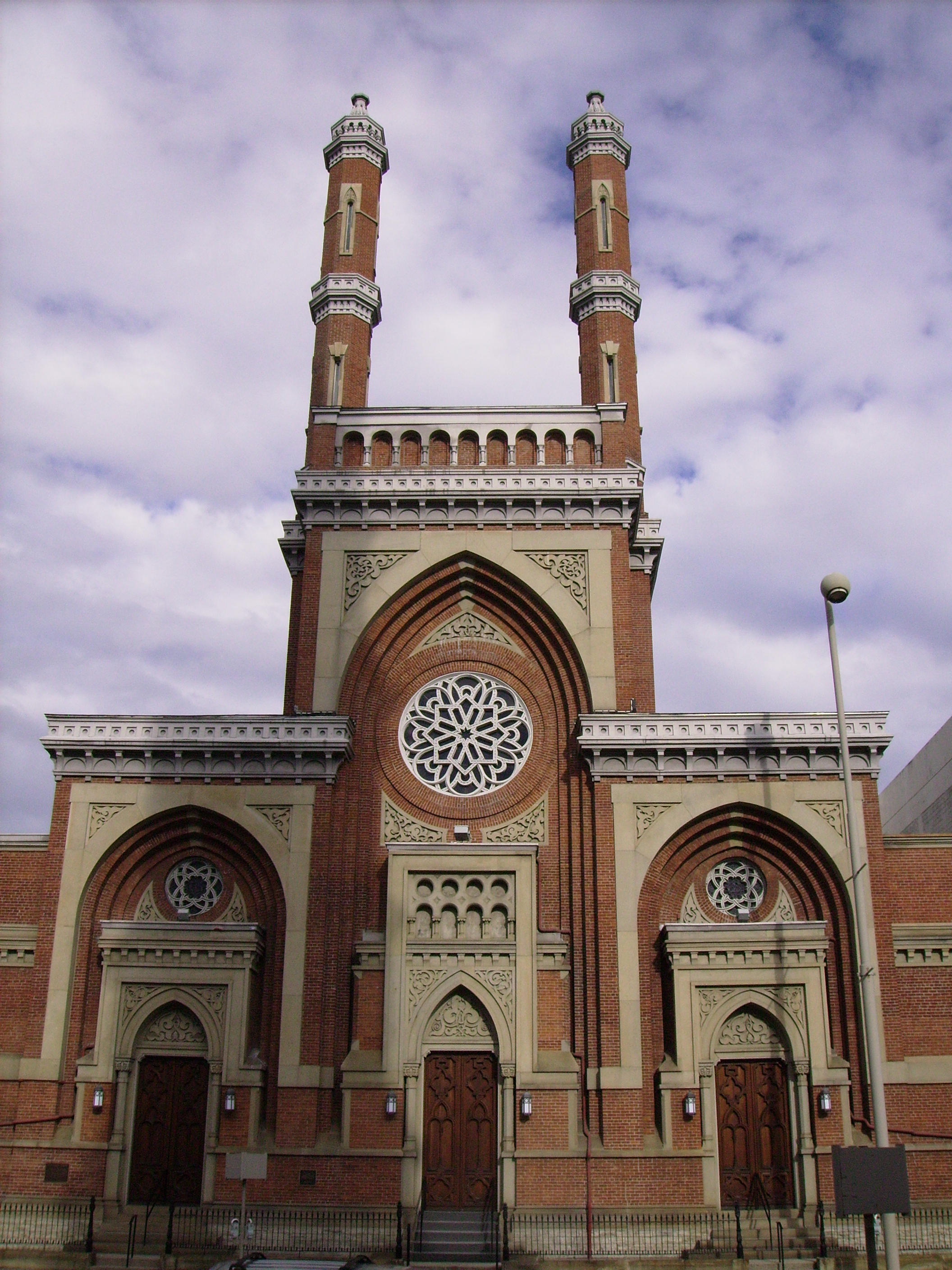
Sinagoga Isaac M. Wise di Cincinnati (1866)

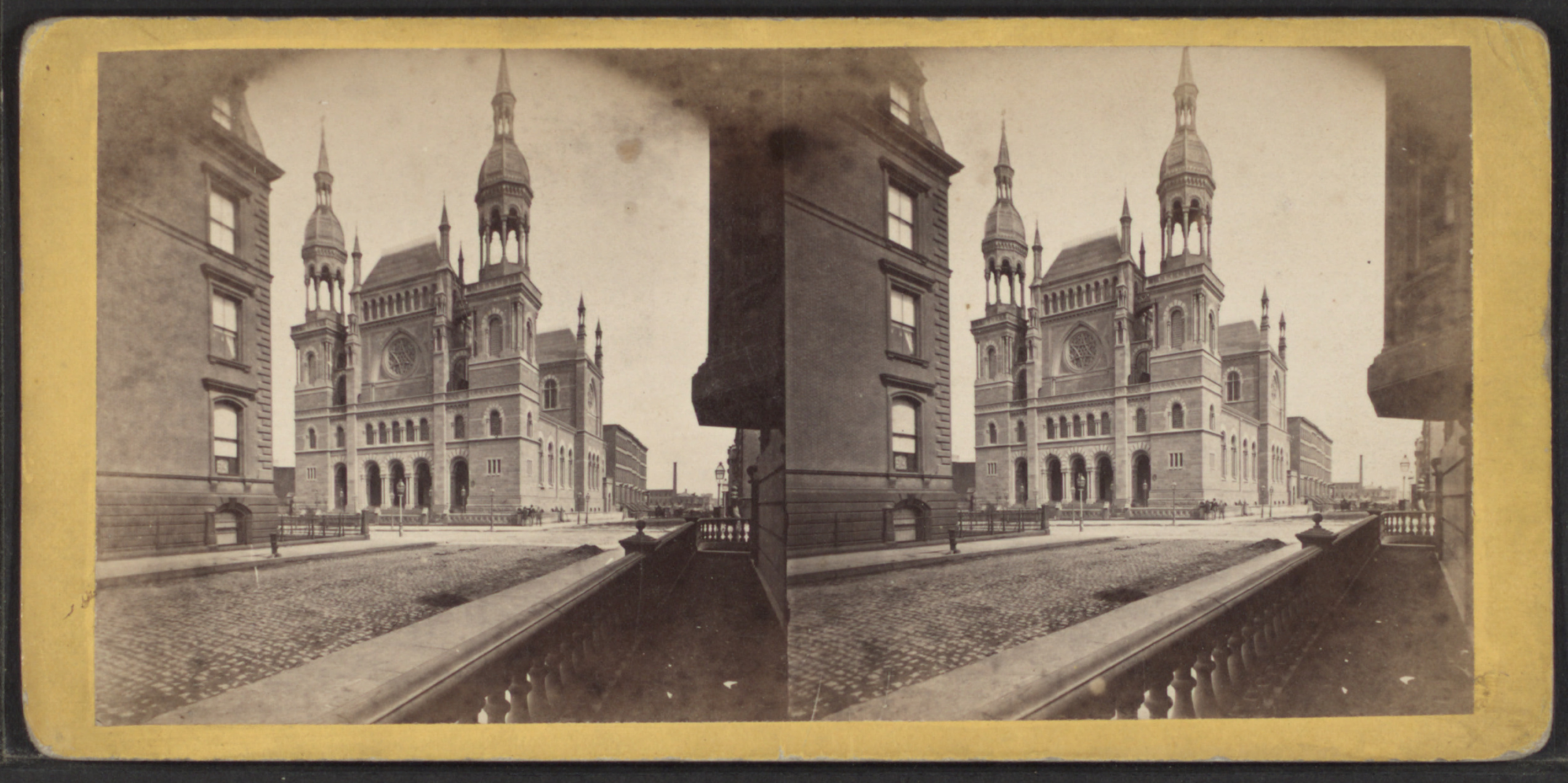
Sinagoga vecchia Emanu-El di New York (1868), scomparsa

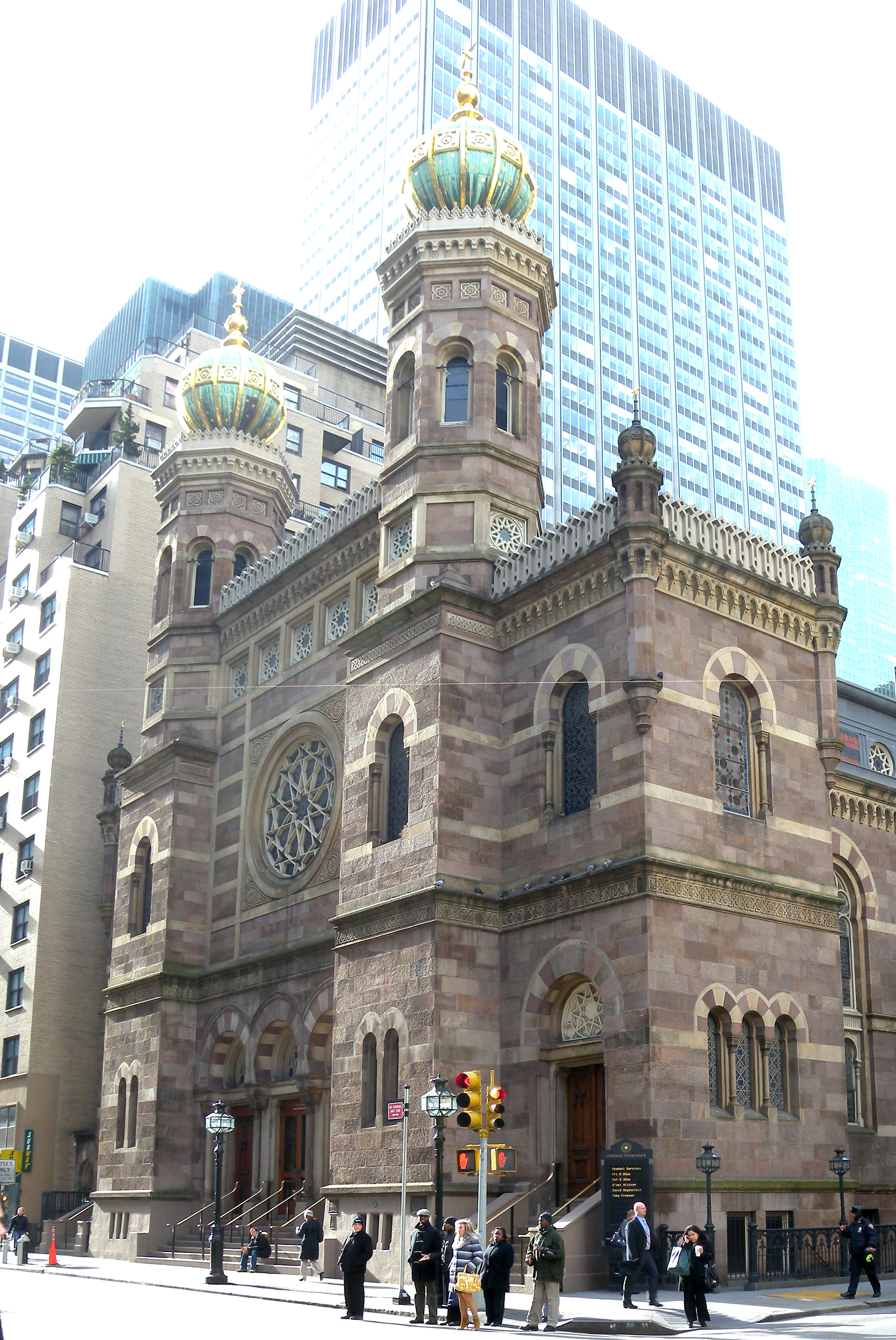
Sinagoga centrale di New York

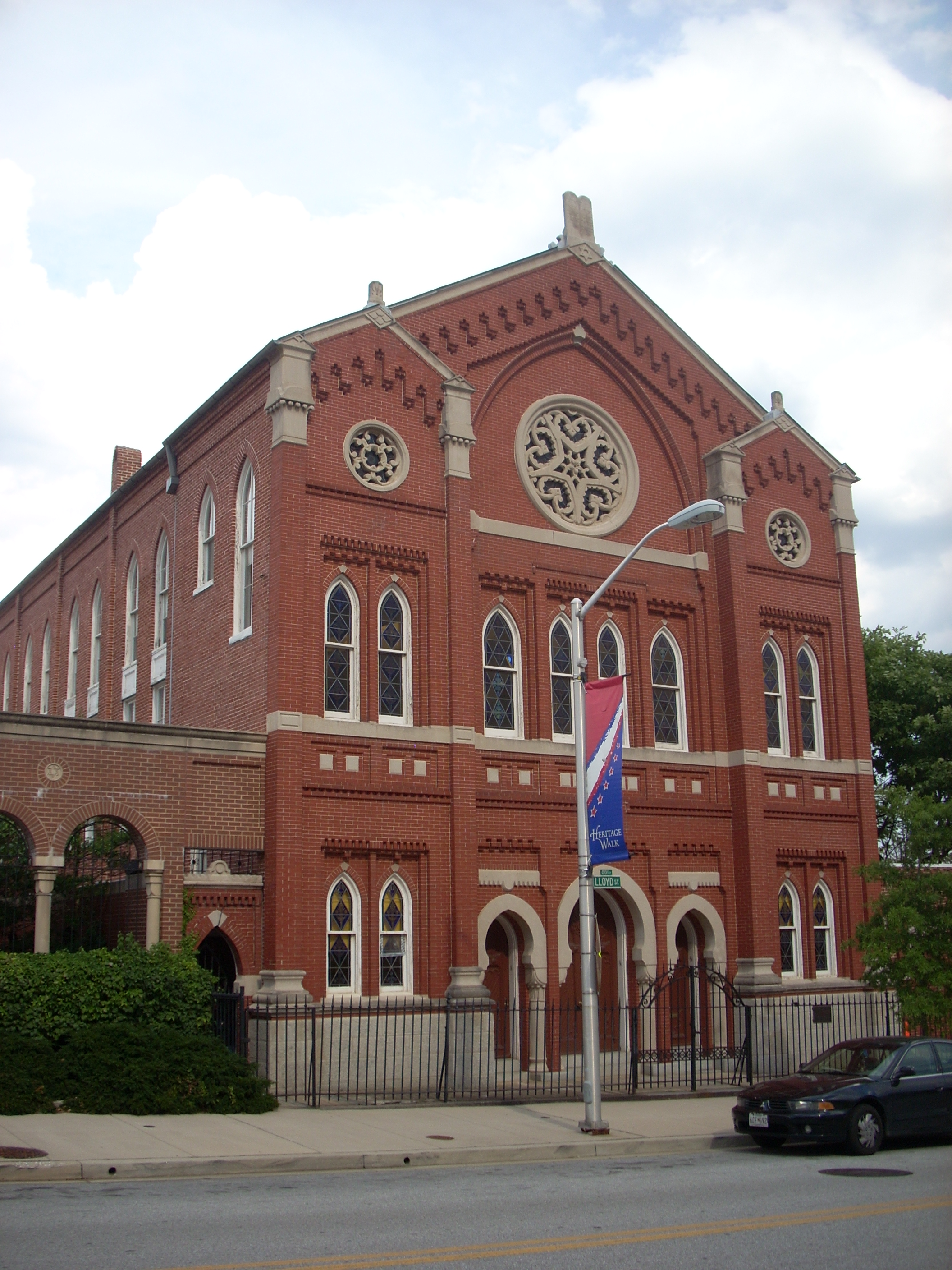
Sinagoga Chizuk Amuno di Baltimora

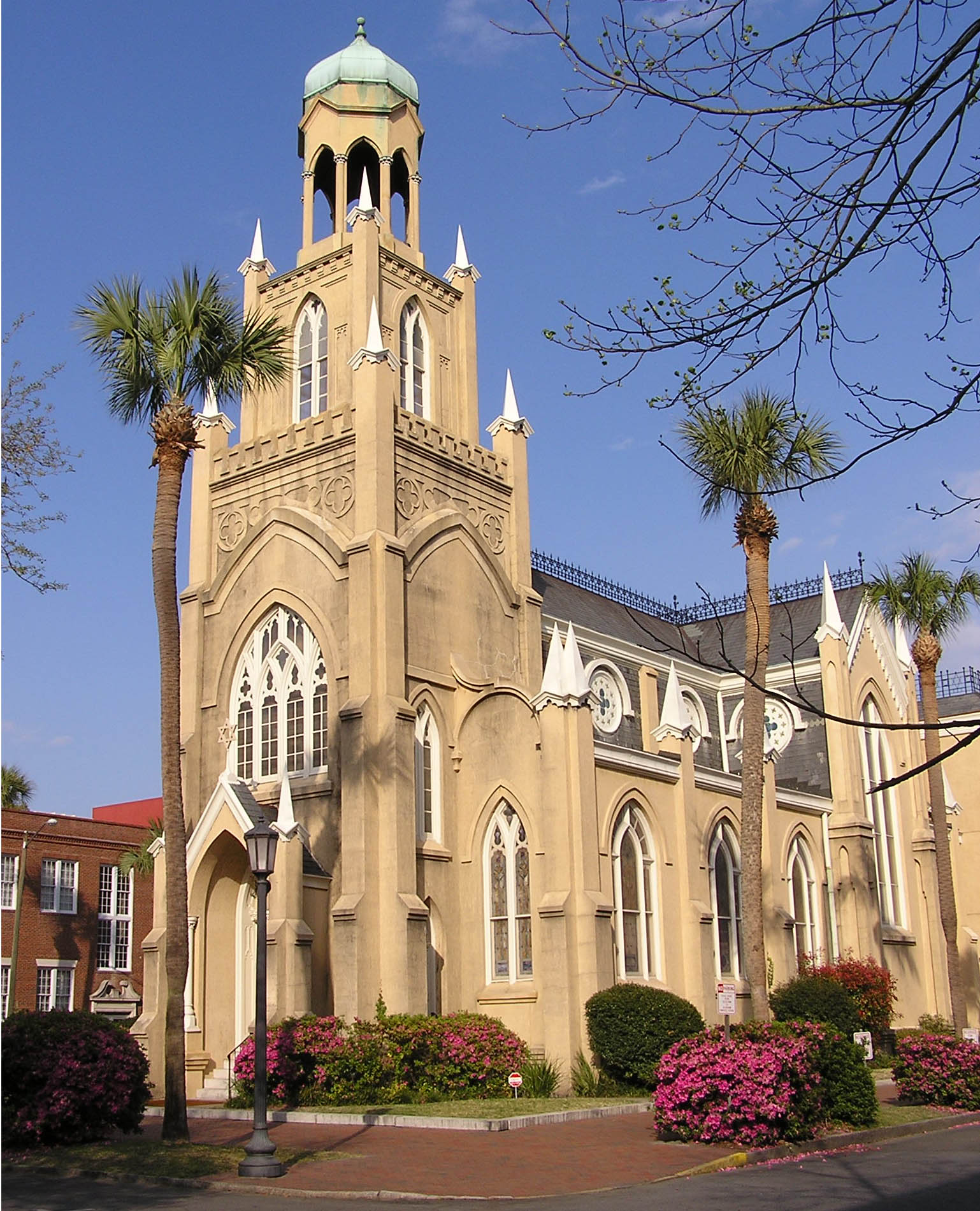
Sinagoga Mickve Israel di Savannah

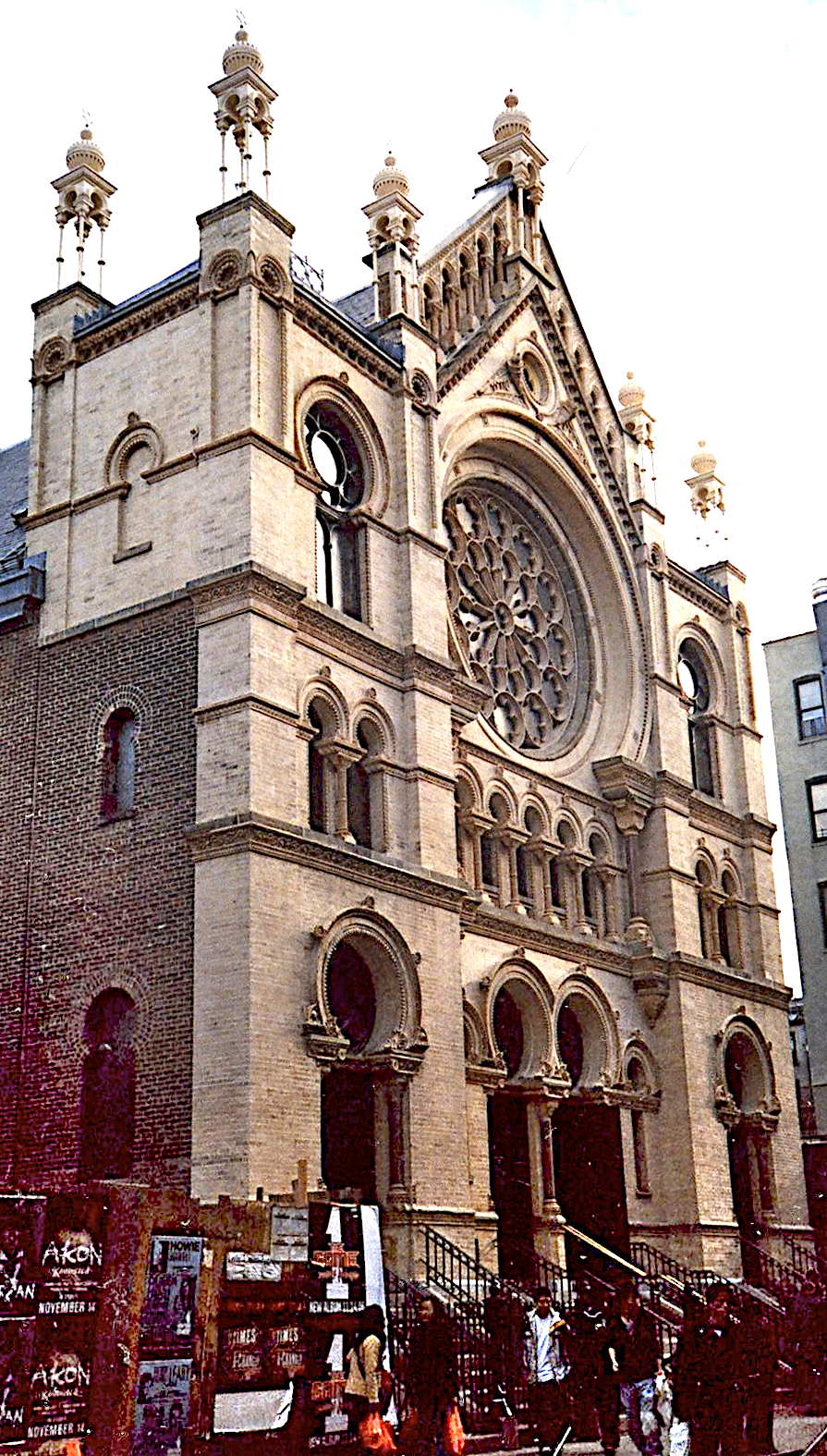
Sinagoga Eldridge Street di New York

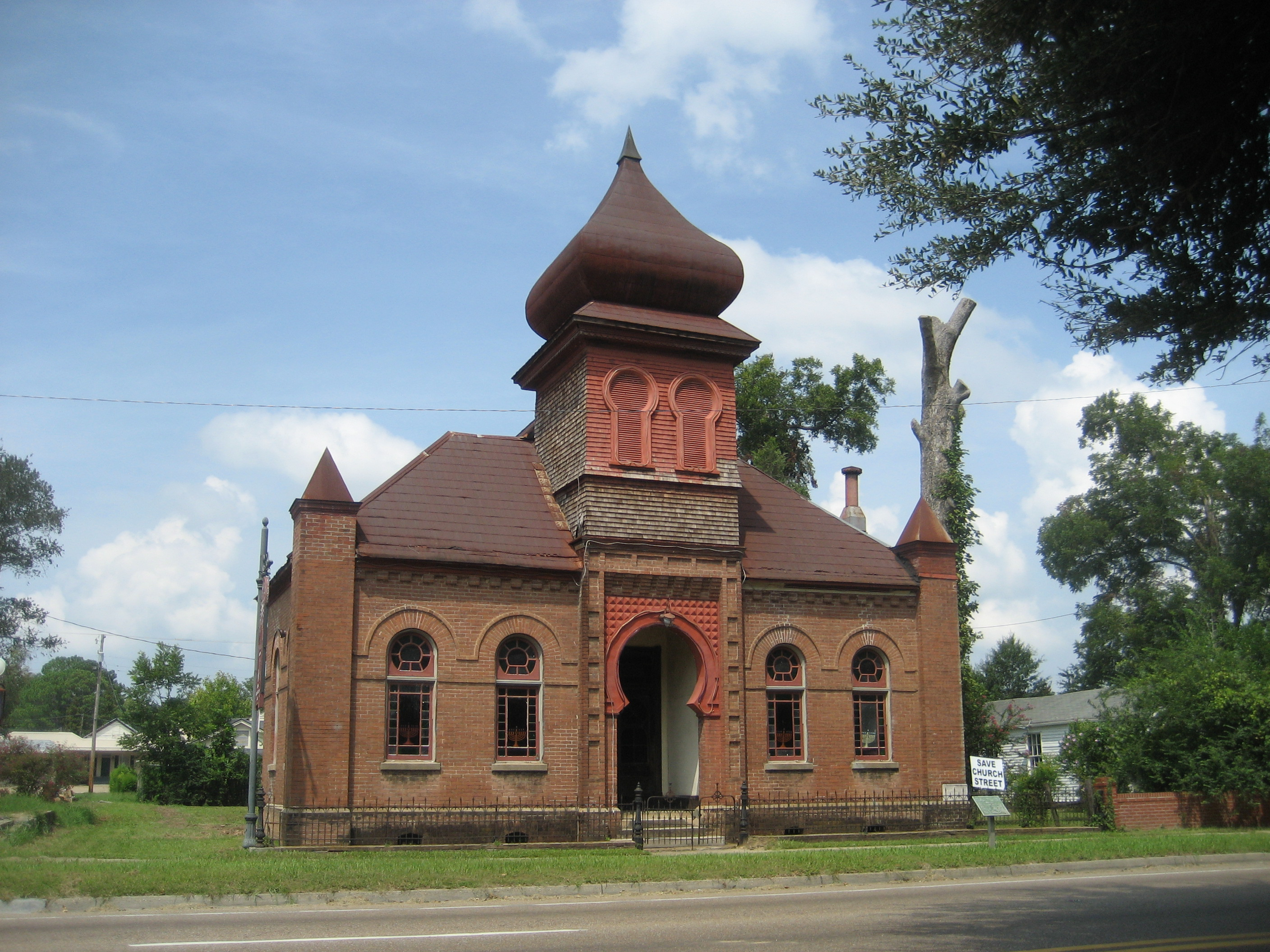
Sinagoga Gemiluth Chassed di Port Gibson (1892)

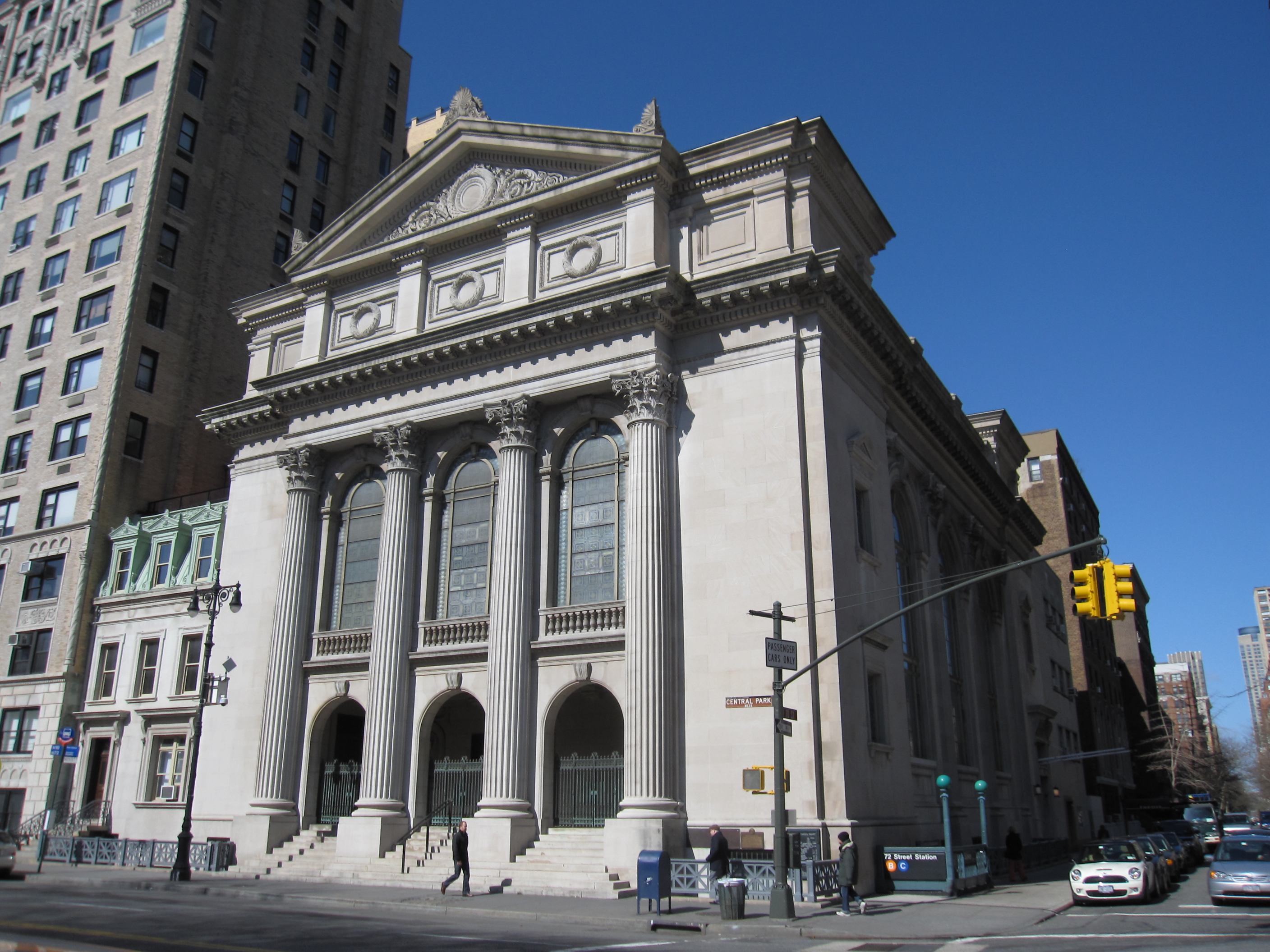
Sinagoga Shearith Israel di New York (1897)

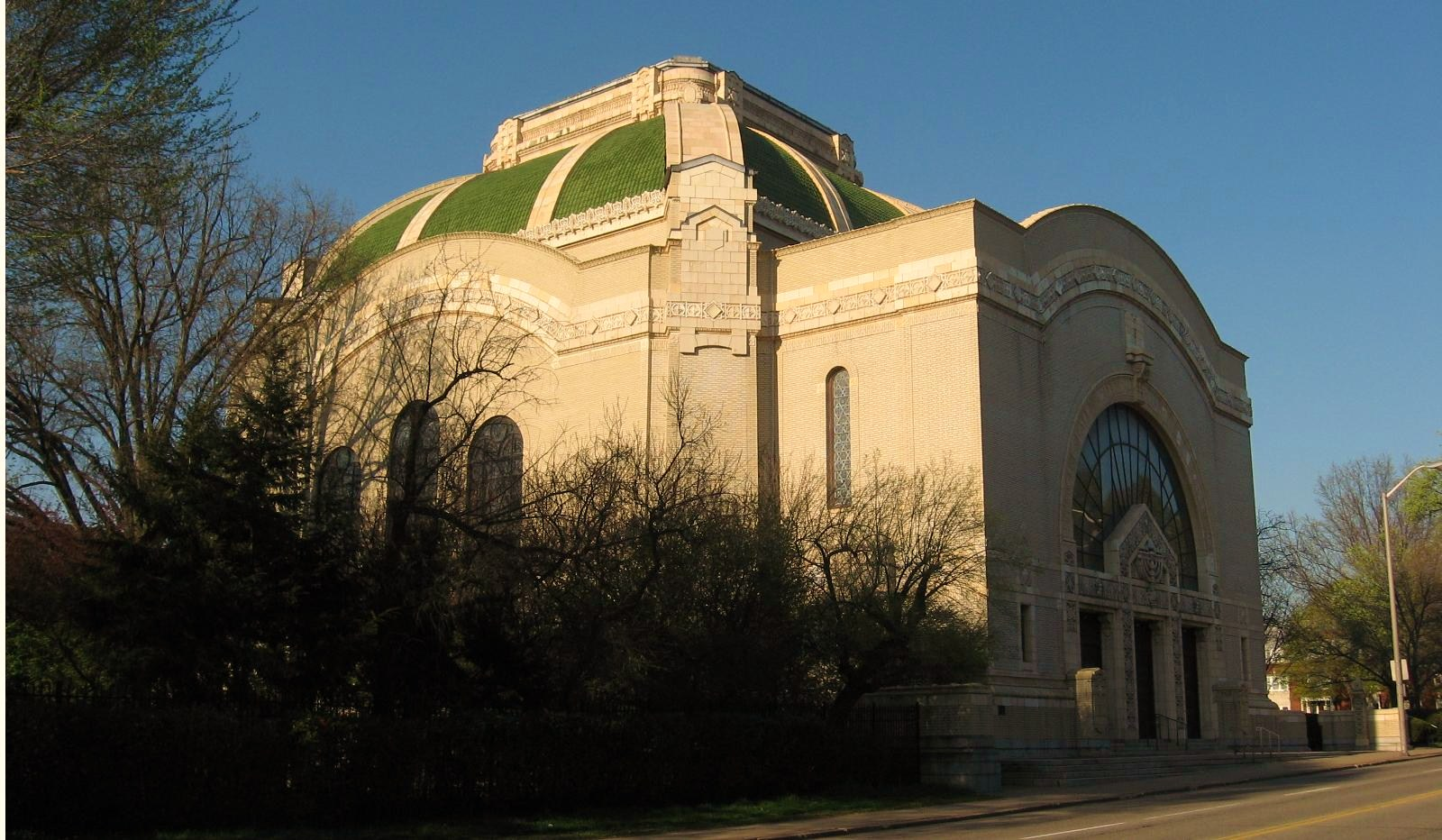
Sinagoga Rodef Shalom di Pittsburgh (1907)

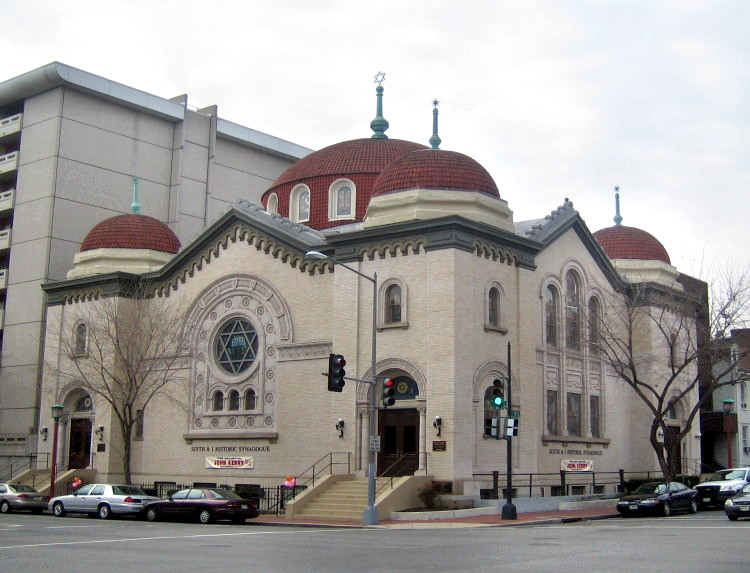
Sinagoga Sixth & I di Washington (1908)

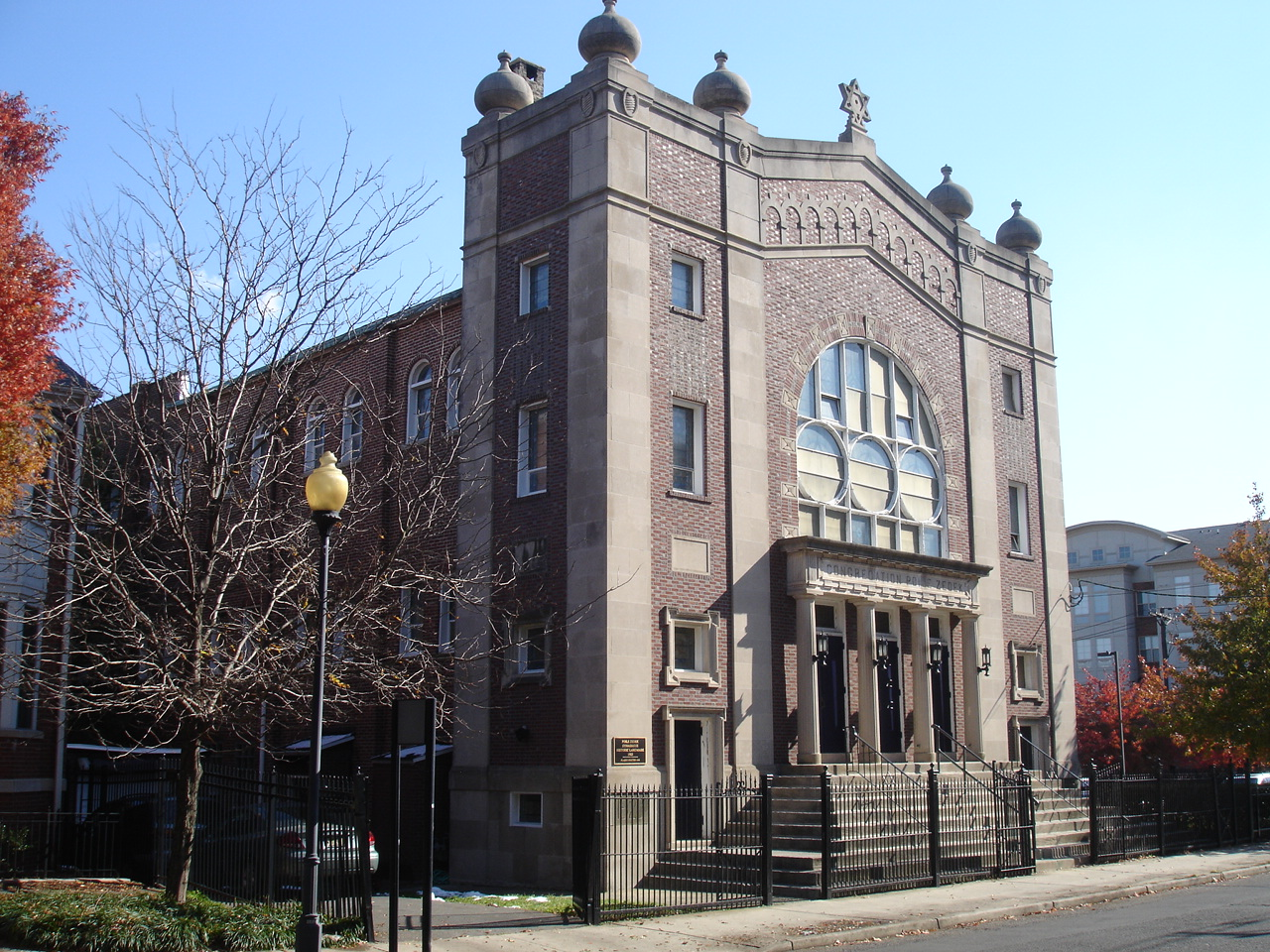
Sinagoga Poile Zedek di New Brunswick (1924)

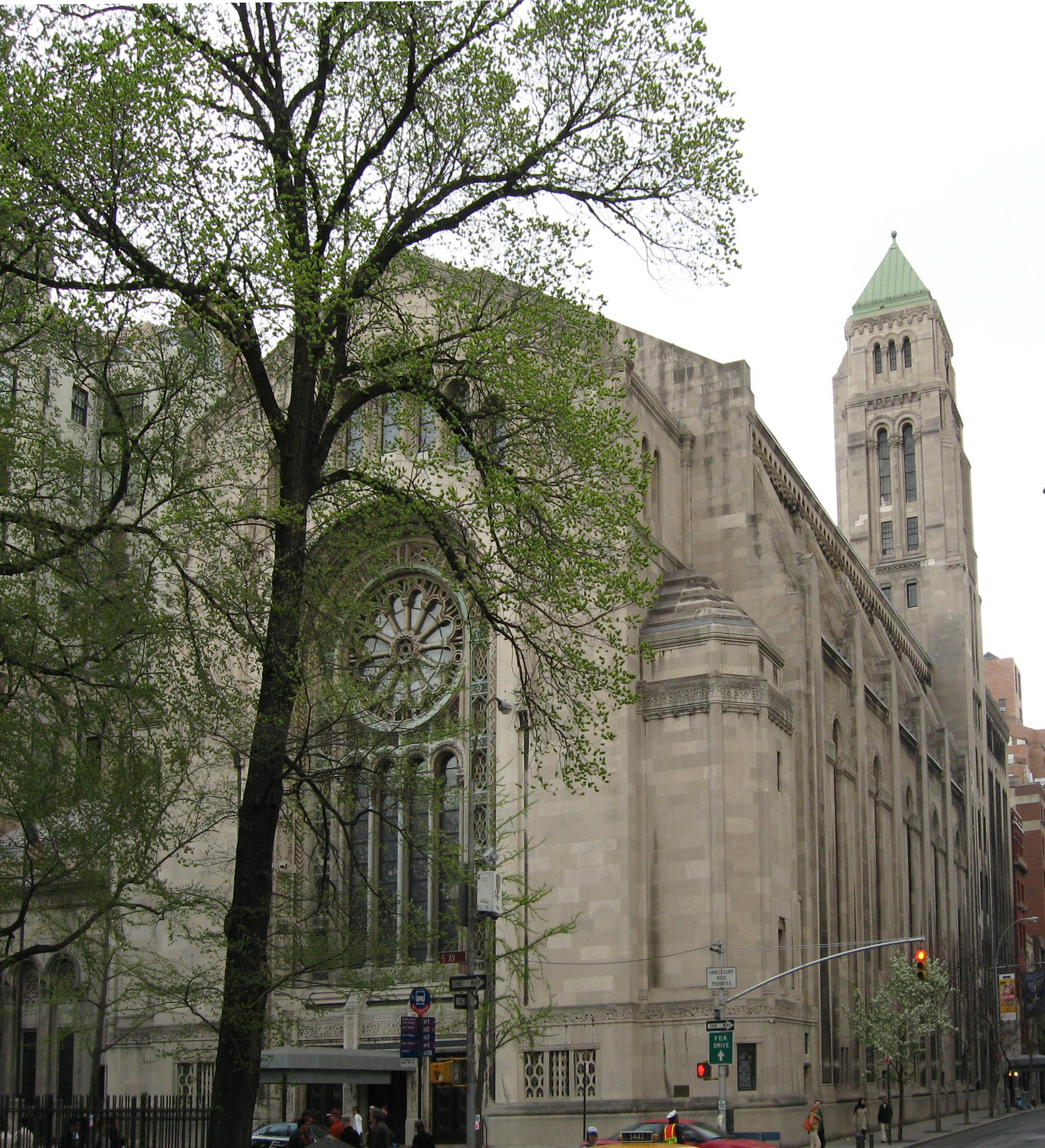
Sinagoga Emanu-El di New York (1930)

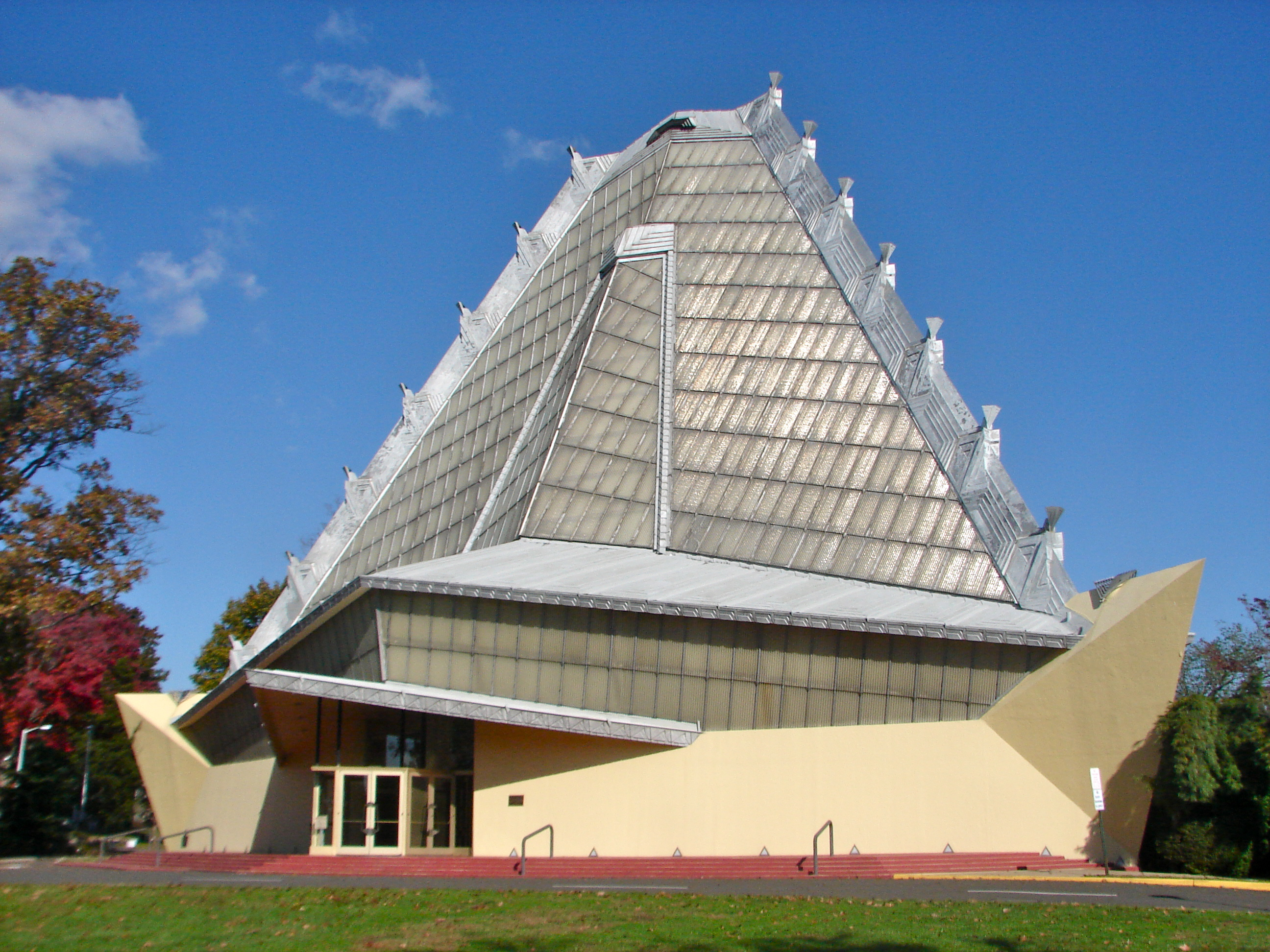
Sinagoga Beth Sholom di Elkins Park (1959)

Negli Stati Uniti d'America, esistono numerose sinagoghe a testimonianza di una presenza ebraica che risale al periodo coloniale, fin dal XVII secolo.

## Storia della sinagoga negli Stati Uniti
Le condizioni di libertà religiosa garantite a tutte le fedi fin dalle origini della presenza coloniale permisero fin dal XVII secolo non solo la formazione di comunità ebraiche ma la costruzione di edifici sinagogali. Alla vigilia della guerra d'indipendenza americana sei piccole sinagoghe - a New York, Philadelphia, Richmond, Charleston, Newport e Savannah - soddisfacevano alle necessità dei circa 2.000 ebrei stabilitisi nelle colonie. Di queste è sopravvissuta solo la sinagoga Touro di Newport, che costruita nel 1763, è la più antica sinagoga ancora esistente nel territorio degli Stati Uniti.
Il periodo tra la guerra d'indipendenza americana (1775-83) e la conclusione della Guerra Civile (1861-65) segna l'acquisizione della piena libertà di culto per gli ebrei americani. Sorgono le prime sinagoghe monumentali, in stile neoclassico e poi anche neogotico e neoromanico, a New York, Baltimora, Madison.
Conclusasi nel 1865 la Guerra Civile, il nuovo Stato in rapida espansione economica attrasse un numero sempre crescente di immigrati ebrei dall'Europa. Si costituirono comunità con migliaia di membri che richiesero la costruzione di edifici sempre più grandi. La costruzione della Sinagoga Isaac M. Wise di Cincinnati nel 1866 segna l'orgogliosa irruzione dell'ebraismo riformato americano e dello stile neo-moresco. Con l'arrivo costante dei nuovi immigrati, l'architettura delle sinagoghe americane riflette quella che contemporaneamente si andava sviluppando in Europa nel periodo dell'Emancipazione, ma con una tendenza sempre più accentuata all'eclettismo.
Dal primo Novecento l'arte americana delle sinagoghe si sviluppa secondo linee sempre più autonome e distaccate dai modelli europei. L'Art Nouveau fonde in una visione eclettica gli elementi tradizionali di matrice europea producendo un nuovo stile decorativo.
Col secondo dopoguerra la sinagoga americana è alla ricerca di nuove forme architettoniche, affidandosi ai suoi architetti migliori come Frank Lloyd Wright per la Sinagoga Beth Sholom di Elkins Park e Minoru Yamasaki per la Sinagoga Beth-El di Bloomfield.

## Tipologia della sinagoga americana: sinagoghe attive, dismesse, scomparse
Nel corso della loro storia gli ebrei americani hanno affrontato difficoltà, discriminazioni e pregiudizi, ma non hanno mai fatto esperienza, come in Europa, di persecuzioni, espulsioni, o requisizioni di sinagoghe. La grande mobilità della società americana ha imposto tuttavia la necessità che per così dire le sinagoghe "seguissero" sul territorio gli spostamenti e le variazioni demografiche delle comunità ebraiche. Di conseguenza è molto frequente il caso dell'abbandono di edifici sinagogali, anche monumentali, per edificare nuove sinagoghe nei nuovi luoghi di residenza della comunità.
Il fenomeno, sempre presente, si è accentuato soprattutto nel secondo dopoguerra con il trasferimento della maggior parte della popolazione urbana dai centri storici (dove sorgevano la maggior parte delle sinagoghe ottocentesche e del primo novecento) ai nuovi sobborghi residenziali. Molti edifici sinagogali sono stati così abbandonati, venduti, e demoliti per far spazio a nuove costruzioni. L'integrazione delle comunità ebraiche nel tessuto sociale e religioso degli Stati Uniti ha prodotto un fenomeno molto raro in Europa: accade qui con frequenza che sinagoghe siano vendute ad altre comunità religiose (non solo cristiane) per le loro esigenze di culto, così come accade il fenomeno opposto di edifici nati originariamente come chiese o altri luoghi di culto e quindi acquistati e riadattati come sinagoghe.
Per porre un freno alla perdita di un patrimonio architettonico unico, molte sinagoghe sono oggi designate come monumento nazionale (attraverso il National Historic Landmark Program, creato nel 1935), o inserite nel più vasto elenco degli edifici di interesse storico nazionale (il National Register of Historic Places, creato dal 1966). Alcune importanti sinagoghe, non più attive per il culto, sono state restaurate e trasformate in musei o centri culturali. Grazie a queste iniziative e ad una maggiore sensibilizzazione dell'opinione pubblica rispetto alla conservazione della memoria storica, la tendenza alla perdita del patrimonio culturale e architettonico rappresentato dalle tante sinagoghe sembra essersi oggi fermata o almeno sensibilmente rallentata.

## Elenco delle principali sinagoghe degli Stati Uniti
L'elenco (parziale) include in ordine cronologico le principali sinagoghe degli Stati Uniti, con particolare attenzione a quelle riconosciute come monumento nazionali (National Historical Landmark [NHL]) o inserite nel registro degli edifici di interesse storico nazionale (National Register of Historic Places [NRHP]). Nell'elenco sono comprese non solo sinagoghe ancora attive ma anche quelle alienate, abbandonate o demolite, delle quali si abbia traccia o notizia, con l'indicazione del loro stato attuale.

### Periodo coloniale (XVIII sec.)
- Sinagoga Mill Street di New York (New York, NY; 1730-1818), scomparsa, demolita
- Sinagoga Touro di Newport (Newport, RI; 1763-), integra, attiva [7][8]
- Sinagoga vecchia di Charleston (Charleston, SC; 1794-1838), scomparsa, distrutta nell'incendio di Charleston del 1838.

### Dalla Dichiarazione di Indipendenza alla fine della Guerra Civile (1776-1865)
- Sinagoga nuova Mill Street di New York (New York, NY; 1818-1834), scomparsa, demolita
- Sinagoga Crosby Street di New York (New York, NY; 1834-1860), scomparsa, demolita
- Sinagoga Kahal Kadosh Beth Elohim (Charleston, SC; 1840-), integra, attiva [7][8]
- Sinagoga Lloyd Street di Baltimora (Baltimore, MD; 1845-), ora sezione del Museo ebraico del Maryland [7]
- Sinagoga Ansche Chesed / Angel Orensanz Center (New York, NY; 1849-), neo-gotica, ora sede della Angel Orensanz Foundatioon for the Arts
- Sinagoga Wooster Street di New York (New York, NY; 1847-), neo-romanica, scomparsa, demolita
- Sinagoga Greene Street di New York (New York, NY; 1851-), neo-gotica, scomparsa, demolita
- Sinagoga Nineteenth Street di New York (New York, NY; 1860-1897), scomparsa, demolita
- Sinagoga Gates of Heaven di Madison (Madison, WI; 1863-), integra, ora museo

### Dalla Guerra Civile a fine Ottocento (1865-1899)
- Sinagoga Isaac M. Wise di Cincinnati (Cincinnati, OH; 1866-), integra, attiva [7][8]
- Sinagoga Temple Israel di Lafayette (Lafayette, IN; 1867-)
- Sinagoga vecchia Emanu-El di New York (New York, NY; 1868-1927), scomparsa, demolita
- Sinagoga vecchia Temple Sinai di New Orleans (New Orleans, LA; 1872-), scomparsa, demolita
- Sinagoga vecchia Beth Israel di Portland (Portland, OR) (1889-1923), scomparsa, distrutta da un incendio
- Sinagoga centrale di New York (New York, NY; 1872-) [7]
- Sinagoga Chizuk Amuno di Baltimora (Sinagoga B'nai Israel di Baltimora) (Baltimore, MD; 1876-) [7]
- Sinagoga Mickve Israel di Savannah (Savannah, GA; 1878-) [7][8]
- Sinagoga Temple Aaron di Trinidad (Trinidad, CO; 1883-) [8]
- Sinagoga Temple Israel di Leadville (Leadville, CO; 1884-)
- Sinagoga Ahavath Gerim di Burlington (Burlington, VT; 1885-) [8]
- Sinagoga Eldridge Street di New York (New York, NY; 1887-) [7][8]
- Sinagoga Beth Israel di San Diego (San Diego, CA; 1889-) [8]
- Sinagoga Beth-El di New York (New York, NY; 1891-1947), scomparsa, demolita
- Sinagoga Gemiluth Chassed di Port Gibson (Port Gibson, MS; 1892-) [7][8]
- Sinagoga B'nai Abraham di Brenham (Brenham, TX; 1893-) [8]
- Sinagoga Ahavath Beth Israel di Boise (Boise, ID; 1896- )[8]
- Sinagoga B'nai Shalom di Brookhaven (Brookhaven, MS; 1896-) [7][8]
- Sinagoga Shearith Israel di New York (New York, NY; 1897-) [7]

### Il primo Novecento (1900-1918)
- Sinagoga Beth-El di Corsicana (Corsicana, TX; 1900-), ora centro culturale.[8]
- Sinagoga Henry S. Frank Memorial (Philadelphia, PA, 1901-)
- Sinagoga vecchia Beth-El di Detroit / Teatro Bonstelle di Detroit (Detroit, MI; 1903-), now belongs to Wayne State University
- Sinagoga B'nai Israel (Butte, MT) (Butte, MT; 1904-) [8]
- Sinagoga Temple Sinai di Lake Charles (Lake Charles, LA; 1904-) [8]
- Temple Sherith Israel di San Francisco (San Francisco, CA; 1904-) [8]
- Sinagoga Rodef Shalom di Pittsburgh (Pittsburgh, PA; 1904-) [8]
- Sinagoga Beth-El di Lexington (Lexington, MS; 1905-) [8]
- Sinagoga B'nai Israel (Natchez, MS) (Natchez, MS; 1905-) [8]
- Sinagoga Bialystoker di New York (New York, NY; 1905-) [8]
- Sinagoga Hebrew Union di Greenville (Greenville, MS; 1906-) [8]
- Sinagoga Sixth & I di Washington (Washington, DC; 1908-) [8]
- Sinagoga Touro di New Orleans (New Orleans, LA; 1909-) [8]
- The Little Shul di Filadelfia (Philadelphia, PA; 1909-) [8]
- Sinagoga Beth-El di Providence (Providence, RI; 1910-)
- Sinagoga Emanu-El di Tucson (Tukson, AR; 1910-) [8]
- Sinagoga Tifereth Israel (Queens, NY; 1911-)
- Sinagoga Emanu-El di Birmingham (Birmingham, AL; 1914-)
- Sinagoga Temple Sinai di Oakland (Oakland, CA; 1914-) [8]
- Sinagoga Breed Street di Los Angeles (Los Angeles, CA; 1915-) [8]

### Tra la prima e la seconda guerra mondiale (1918-1945)
- Sinagoga B'nai Israel di Fleischmanns (Fleischmanns, NY; 1919-) [8]
- Sinagoga Vilna Shul di Boston (Boston, MA; 1920-) [7][8]
- Sinagoga Ohev Sholem (New London, CT; 1920-)
- Sinagoga nuova Beth-El di Detroit / Lighthouse Cathedral (Detroit, MI; 1922-), dismessa, ora chiesa.
- Singaoga Emanu-El di Beaumont (Beaumont, TX; 1923-) [8]
- Sinagoga KAM Isaiah Israel di Chicago (Chicago, IL; 1923-) [8]
- Sinagoga B'nai Israel di Victoria (Victoria, TX; 1923-) [8]
- Sinagoga Poile Zedek di New Brunswick (New Brunswick, NJ; 1924-) [8]
- Sinagoga South Street di Lincoln (Lincoln, NE; 1924-) [8]
- Sinagoga Anshe Sfard di New Orleans (New Orleans, LA; 1925-) [8]
- Sinagoga Beth-El di Birmingham (Birmingham, AL; 1926-)
- Sinagoga Emanu-El di San Francisco (San Francisco, CA; 1926) [7]
- Sinagoga Adath Israel di Cleveland (Cleveland, MS; 1927-) [8]
- Sinagoga Beth-El di San Antonio (San Antonio, TX; 1927-) [8]
- Sinagoga Temple Sinai di New Orleans (New Orleans, LA; 1828-) [8]
- Sinagoga Beth Israel di Portland (Portland, OR; 1928-) [7][8]
- Sinagoga Park Avenue di New York (New York, NY; 1928-) [7]
- Sinagoga Temple Israel di Minneapolis (Minneapolis, MN; 1928-)
- Sinagoga Rodeph Shalom di Filadelfia (Filadelfia, MN; 1928-) [7]
- Sinagoga Wilshire Boulevard di Los Angeles (Los Angeles, CA; 1929-) [7][8]
- Sinagoga Emanu-El di New York (New York, NY; 1929-) [7][8]
- Sinagoga K'nesseth Israel di Baytown (Baytown, TX; 1930-) [8]
- Sinagoga Beth Jacob di Galveston (Galveston, TX; 1931-) [8]
- The Temple di Atlanta (Atlanta, GA; 1931-)
- Sinagoga Beth-El di Pensacola (Pensacola, FL; 1933-)
- Sinagoga B'nai Israel di Grand Forks (Grand Forks, ND; 1937-) [8]
- Sinagoga Beth Aaron di Billings (Billings, MT; 1940-) [8]
- Sinagoga Mizpah di Abilene (Abilene, AL; 1941-) [8]

### Il secondo dopoguerra (1945-1999)
- Sinagoga Meir Chayim di McGehee (McGehee, AK; 1947-) [8]
- Sinagoga Park di Cleveland Heights (Cleveland Heights, MS; 1950-) [8]
- Sinagoga West End di Nashville (Nashville, TN; 1952-)
- Sinagoga Beth-El di Providence (Providence, RI; 1955-) [7]
- Sinagoga Kneses Tifereth Israel di Port Chester (Port Chester, NY; 1956-) [7]
- Sinagoga Beth Sholom di Elkins Park (Elkins Park, PA; 1959-) [7][8]
- Sinagoga Temple Israel di New Rochelle (New Rochelle, NY; 1962-) [7]
- Sinagoga Shaarey Zedek di Southfield (Southfield, MI; 1963-) [7]
- Sinagoga North Shore di Glencoe (Glecoe, IL; 1964-) [7][8]
- Sinagoga Beth Shalom di Spokane (Spokane, WA; 1966-) [8]
- Sinagoga Temple Sinai di Rochester (Rochester, NY; 1967-) [8]
- Sinagoga Beth-El di Tacoma (Takoma, WA; 1968-) [8]
- Sinagoga Beth-El di Bloomfield (Bloomfield Hills, MI; 1974-) [7][8]
- Sinagoga Em Habanim (Los Angeles, CA; 1974-) [8]
- Sinagoga Kol Hamidbar di Sierra Vista (Sierra Vista, AR; 1984-) [8]
- Sinagoga Gates of the Grove di Esat Hampton (East Hampton, NY; 1989-) [7]
- Sinagoga Beth-El di Omaha (Omaha, NE; 1991-) [8]
- Sinagoga Agudas Achim di San Antonio (San Antonio, TX; 1996-) [7]
- Sinagoga Micah di Nashville (Nashville, TN; 1997-) [7]
- Sinagoga North Shore Hebrew Academy di Kings Point (Kings Point, NY; 1999-) [7]
- Sinagoga Beth Shalom di Hastings-on-Hudson (Hastings-on-Hudson, NY; 1999-) [7]

### Il XXI secolo (2000-)
- Sinagoga De Hirsch Sinai di Bellevue (Bellevue, WA; 2001-) [7][8]
- Sinagoga Beth-El di Carlsbad (Carlsbad, NM; 2002-) [8]
- Sinagoga Ohr Shalom di San Diego (San Diego, CA; 2002-) [8]
- Sinagoga Beth-El di Las Cruces (Las Cruces, NM; 2007-) [8]